# Алфред (Сакс-Кобург-Гота)
Алфред Ърнест Алберт (на английски: Alfred Ernest Albert of Saxe-Coburg and Gotha; на немски: Alfred Ernest Albert von Sachsen-Coburg und Gotha; 6 август 1844 – 30 юли 1900) е херцог на Сакс-Кобург и Гота (1893 – 1900). Той е член на Британското кралско семейство, втори син и четвърто дете на Виктория, кралица на Обединеното кралство, и принц Алберт. Дадени са му титлите херцог на Единбург, граф на Кент и граф на Ълстър на 24 май 1866. Той наследява чичо си Ернст II като херцог на Сакс-Кобург и Гота на 23 август 1893 г.

## Биография
Алфред е роден в замъка Уиндзор. Неговата майка е тогавашната кралица на Великобритания, Виктория – единствената дъщеря на принц Едуард Огъстъс, херцог на Кент, и принцеса Виктория фон Сакс-Кобург-Заалфелд. Неговият баща е Алберт Сакс-Кобург-Готски – втори син на Ернст I, херцог на Сакс-Кобург и Гота. Кръстен е в Личната капела на Британското кралско семейство в Уиндзор на 6 септември 1844. Кръстници са неговият прачичо, херцогът на Кеймбридж; неговата леля, Александрина, херцогиня на Саксония-Кобург и Гота и доведеният брат на кралица Виктория – принц Карл Лайнинген.
През 1856 г. Алфред постъпва в Кралския военен флот. На 23 януари 1874 се жени за Нейно Императорско Височество, Великата Княгиня Мария Александровна – втората и единствена оцеляла дъщеря на Цар Александър II и неговата съпруга Мария Хесенска.
След смъртта на своя чичо Ърнест II, херцог на Сакс-Кобург и Гота на 22 август 1893, херцогството е наследено от Алфред, след като неговият по-голям брат, Принцът на Уелс, отстъпва правата си на Херцога на Единбург.
Херцогът на Саксония-Кобург и Гота умира на 30 юли 1900 в гр. Кобург, Германия, от рак на хранопровода. Като херцог на Саксония-Кобург и Гота той е наследен от неговия племенник – Принц Чарлз Едуард, Херцог на Олбъни.
- Херцог на Единбург
- Херцог на Саксония-Кобург и Гота

## Деца
Алфред и Мария Александровна имат четири деца, които достигат пълнолетие:
- Принц Алфред (15 октомври 1874 – 6 февруари 1899), наследствен принц на Сакс-Кобург и Гота от 22 август 1893
- Принцеса Мари (22 октомври 1875 – 18 юли 1938), омъжена за румънския крал Фердинанд I.
- Принцеса Виктория Мелита (22 ноември 1876 – 2 март 1936), омъжена първо за Ърнест Людвиг, велик херцог на Хесе и Рейн; втори брак с великия херцог Кирил Владимирович
- Принцеса Александра (1878 – 1942)
- Принцеса Беатрис (22 април 1884 – 13 юли 1966), омъжена за Дон Алфонсо, инфант на Испания и 3-ти Херцог на Галиера.

- Принц Алфред (1865)
- Алфред и съпругата му с двете им най-големи деца (1884)